# Taudactylus diurnus
Taudactylus diurnus)là một loài ếch đã tuyệt chủng trong họ Myobatrachidae. Chúng là loài đặc hữu của Úc. Môi trường sinh sống tự nhiên là các khu rừng ẩm ướt đất thấp nhiệt đới hoặc cận nhiệt đới, sông, và sông khô đầy luân phiên. Lý do nó sút giảm chưa được xác nhận nhưng có thể là do kết quả của loài nấm Batrachochytrium dendrobatidis.